# Carlton Morris
Carlton John Morris (* 16. prosince 1995 Cambridge) je anglický profesionální fotbalista, který hraje na pozici útočníka za anglický klub Luton Town FC. Je také bývalým anglickým mládežnickým reprezentantem.

## Klubová kariéra
Morris se narodil v Cambridge a svou kariéru zahájil v 11 letech v mládežnickém týmu Norwich City. Morris ve svém mateřském klubu působil až do roku 2021, nicméně v A-týmu odehrál jediné utkání, většinu svého angažmá strávil na hostování v nižších anglických soutěžích či ve skotské Premiership.
Po poměrně povedeném hostování v Milton Keynes Dons v League One se v lednu 2021 přesunul do druholigového Barnsley. Po sezóně a půl na severu Anglie Morris přestoupil do Luton Townu, kterému v sezóně 2022/23 pomohl 20 vstřelenými brankami a šesti asistencemi k historickému postupu do Premier League.